# Contraterrorismo

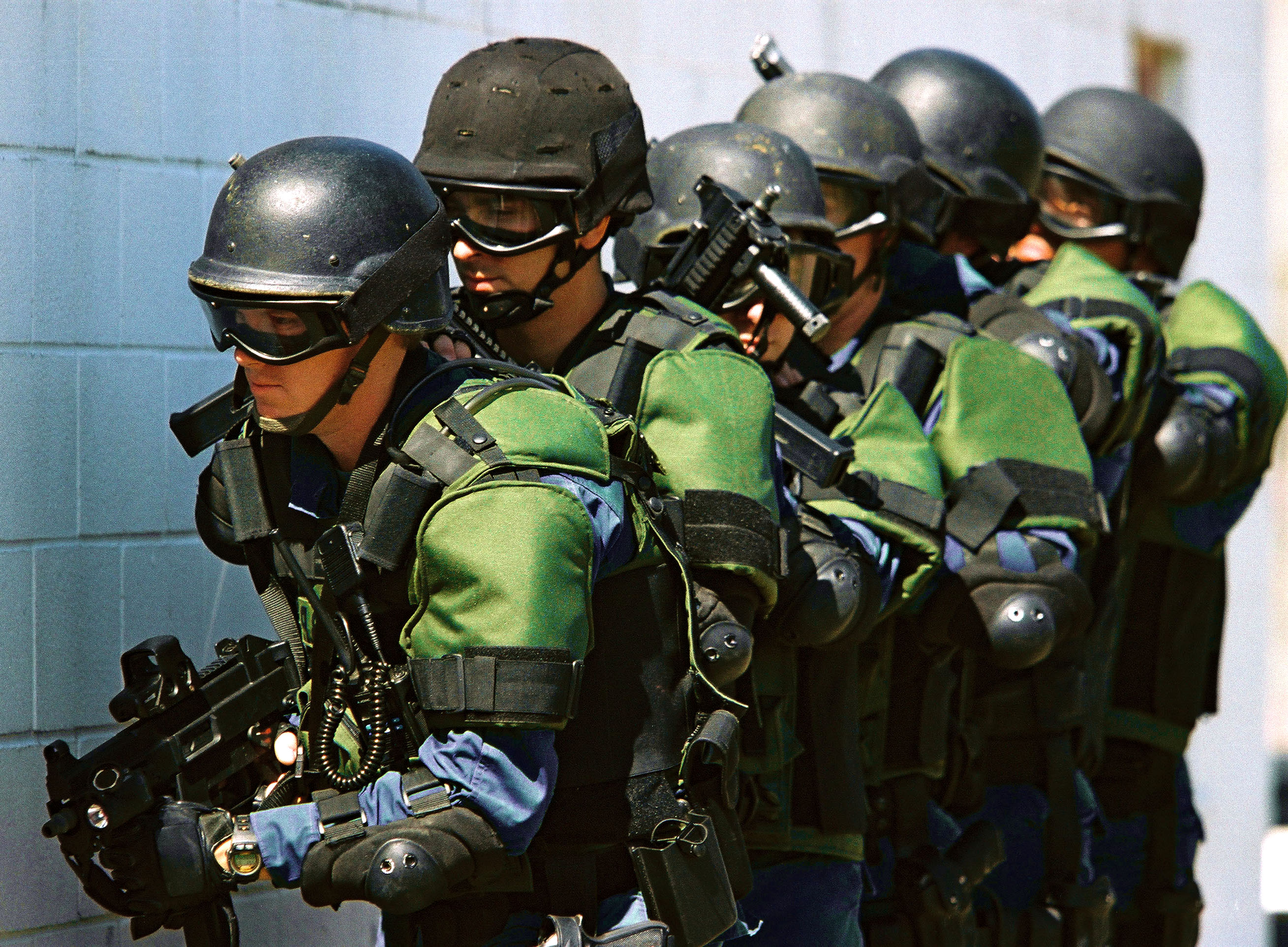
Oficiales de la Oficina de Aduanas y Protección Fronteriza de los Estados Unidos.

El contraterrorismo o antiterrorismo se refiere a las prácticas, tácticas, y estrategias de gobiernos, ejércitos y otros grupos especializados a adoptar medidas contra el terrorismo.

## Amplitud del concepto de contraterrorismo
El contraterrorismo no es específico a ningún área u organización y sí implica a entidades de todos los niveles de la sociedad. 
Los afectados e implicados en actividades de contraterrorismo son muchos: Los negocios que contienen datos del gobierno. La policía, los bomberos y asistencia médica de emergencia tienen proyectos emergenciales para ataques terroristas. Los ejércitos realizan operaciones de combate contra el terrorismo, utilizando a menudo fuerzas especiales. La creación de equipos especiales de contraterrorismo implica a todos los segmentos de la sociedad y de variadas organizaciones estatales. La falsa propaganda y el adoctrinamiento es la base del terrorismo. Es así, que comprendiendo su perfil y funcionamiento aumenta la capacidad de contrarrestar el terrorismo con mayor eficacia.